# Кушелев, Юрий Николаевич
Юрий Николаевич Кушелев (1931—2000) — инженер, кандидат технических наук. 
Основатель направления по автоматизации учебного процесса в Советском Союзе. Организатор студии «МЭИ-фильм» и первого советского Студенческого конструкторского бюро. 

## Биография
Юрий Кушелев родился 13 марта 1931 года в городе Мичуринске Тамбовской области. Его отец был служащим. Школу окончил с серебряной медалью, в то время семья уже жила в Москве.
В 1950 году Юрий Кушелев поступил на первый курс факультета электровакуумной техники и специального приборостроения Московского энергетического института. В 1956 году с отличием окончил МЭИ по специальности «Автоматика и телемеханика». Затем поступил в аспирантуру — его руководителем был профессор Л. И. Ткачев. В 1957 году Юрий Кушелев возглавил кафедру автоматики и телемеханики Студенческого конструкторского бюро кибернетики. В 1960 году на его основе создали Студенческое конструкторское бюро института, которое сокращенно называлось СКБ МЭИ.
Юрий Кулешев руководил разработкой первого образца электромеханического прибора «Экзаменатор МЭИ». Его разрабатывали и создавали для проведения автоматизированной проверки успеваемости студентов. Разработку выполняли студенты АВТФ и работники кафедры автоматики и телемеханики. В 1962 году он стал руководителем отдела технических средств обучения в МЭИ, который был создан Министерством высшего образования РСФСР.
Вскоре в МЭИ появилась Межкафедральная учебная лаборатория новых методов и средств обучения, сокращенно — МУЛ МЭИ. Это произошло благодаря инициативе Юрия Николаевича Кушелева, а также при поддержке проректора МЭИ профессора П. А. Иокина и заместителя министра высшего и среднего образования РСФСР А. Г. Лебедева, Хотя научным руководителем был П. Д. Лебедев, практическим руководителей лаборатории — Ю. Н. Кушелев. В лаборатории разрабатывалось эффективное использование технических средств обучения преподавателями института.
Его работа была отмечена медалью ГДР «Активист социалистического труда».
Умер Николай Кушелев в 2000 году.